# Les façanes del riu
Les façanes del riu és una obra de la Vilella Baixa (Priorat) inclosa a l'Inventari del Patrimoni Arquitectònic de Catalunya.

## Descripció

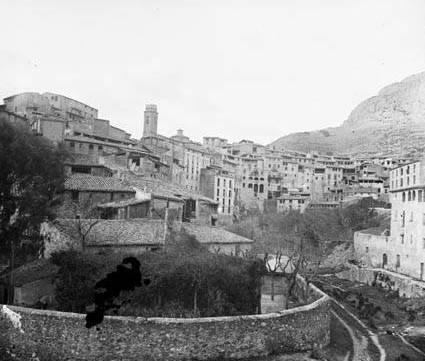
Les façanes del riu en una imatge d'entre 1915 i 1930

Part posterior d'una sèrie de cases, les façanes de les quals corresponen als carrers Major i de St. Joan. El fort desnivell del turó on està situat el nucli antic obligà a construir cases de set o vuit pisos amb l'entrada principal a la quarta o cinquena planta; a la part anterior, on s'obren aquestes portes, tan sols són visibles dos o tres plantes de la construcció.
Aquests carrers estan bastits de materials similars als de les façanes, heterogenis, depenent de cada moment constructiu. Les darreres cases foren aixecades a finals segle xix i principis del XX. Generalment tenen gran quantitat de balcons i finestres.

## Història
Aquestes construccions corresponen a la construcció de noves cases o a l'ampliació de preexistents durant l'època florent del Priorat. Josep Maria Espinàs en el seu llibre "Viatge al Priorat" (1962) anomenà aquestes cases com els "gratacels del Nova York del Priorat".